# Catechu

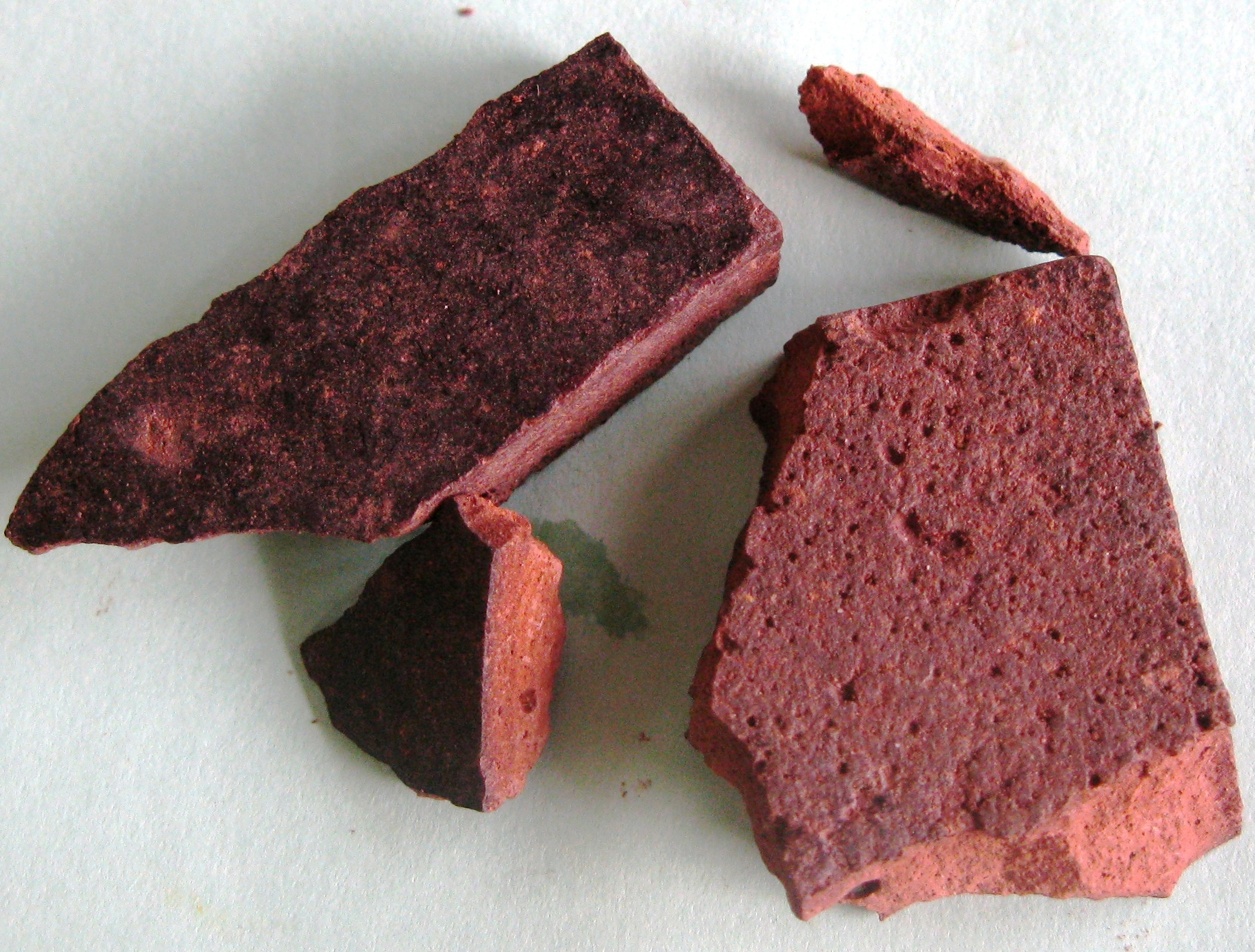
Catechu

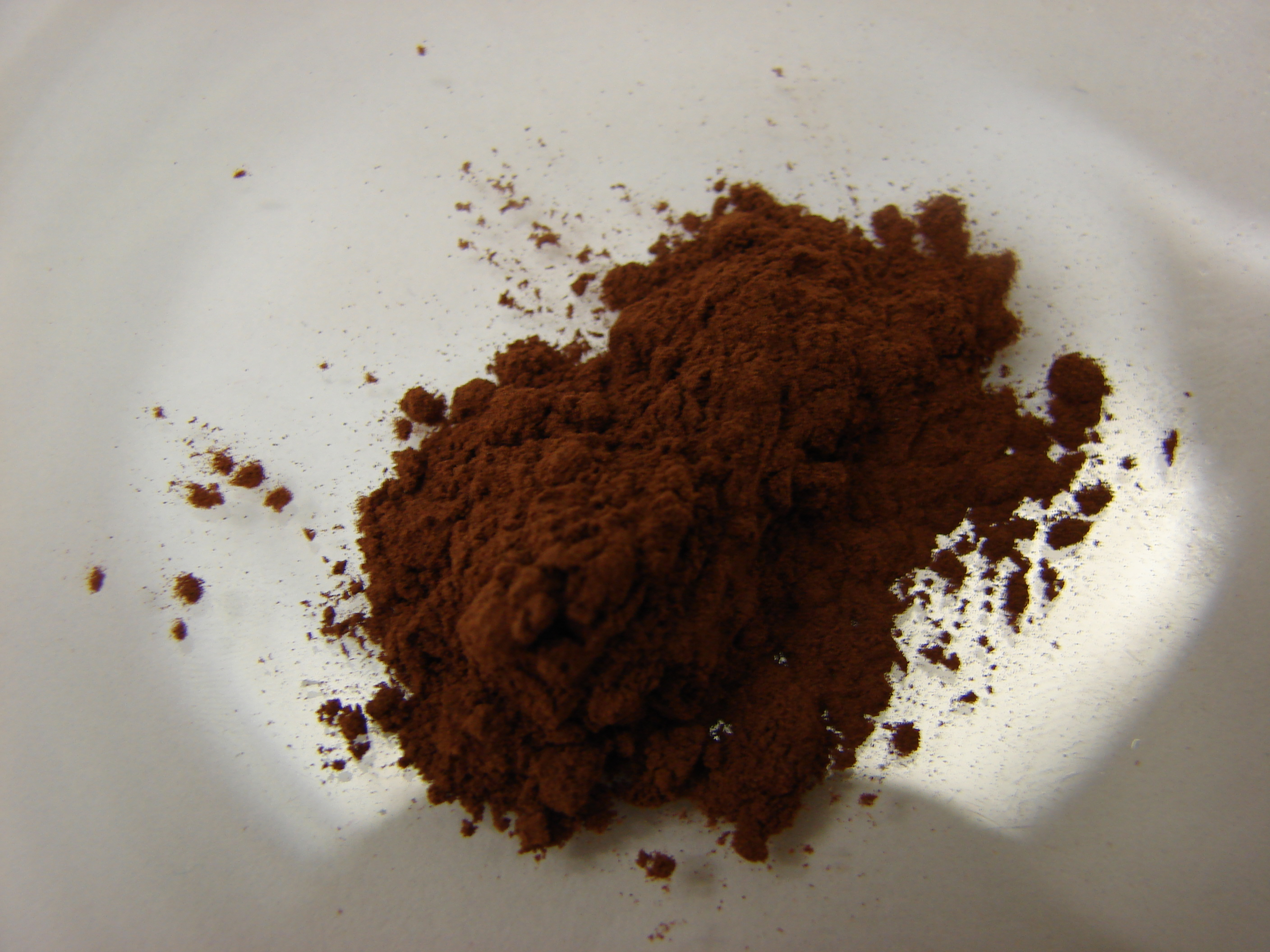

Il catechu è un estratto di acacia utilizzato variamente come additivo alimentare, astringente, tannino, e colorante. Viene estratto da diverse specie di acacia, ma soprattutto dalla acacia catechu, facendo bollire il legno nell'acqua e facendo evaporare la miscela risultante.
Come astringente è stato usato fin dall'antichità nella medicina ayurvedica e nelle miscele di spezie per rinfrescare l'alito. È anche un ingrediente importante nelle miscele paan di cucina dell'Asia meridionale, come il paan masala e la gutka già pronti.
La miscela di catechu è ricca di tannini vegetali naturali (che rappresentano il suo effetto astringente) e può essere utilizzata per la concia delle pelli di animali. Le ricerche di Sir Humphry Davy all'inizio del XIX secolo dimostrarono per prime l'uso del catechu nella concia al posto di estratti di quercia più costosi e tradizionali.
Sotto il nome di cutch, si tratta di un colorante marrone usato per la concia e la tintura e per la conservazione di reti da pesca e vele. Il cutch è usato per tingere la lana, la seta e il cotone di un marrone giallastro. Esso dà un marrone-grigio con un mordente di ferro e un marrone-oliva con un mordente di rame. Il catechu nero è stato recentemente utilizzato anche dalla ditta Blavod Drinks per tingere di nero la loro vodka.